# Dietrich Mania
Dietrich Mania (* 31. Januar 1938 in Orlamünde, Thüringen) ist ein deutscher  Archäologe, Geologe und Paläontologe. Er lehrte an der Universität Jena. Sein Name  ist untrennbar mit dem altpaläolithischen Freilandlagerplatz Bilzingsleben verbunden. 
Bereits Anfang des 18. Jahrhunderts wurden dort fossile Knochen von Großsäugern gefunden. Überragende Bedeutung erhielt der Fundplatz im Jahre 1969, als Dietrich Mania in den inzwischen aufgelassenen Travertinsteinbrüchen auf einen bis dahin nicht bekannten archäologischen Fundhorizont an der Basis der Travertinablagerung stieß. Er fand den Lagerplatz einer Gruppe von Urmenschen mit Artefakten aus Stein, aufgeschlagenen Tierknochen und 1972 ein Fragment des Hinterhauptbeins eines Homo erectus, das aber erst später als solches erkannt wurde. 1974 wurde die Forschungsstelle Bilzingsleben eingerichtet und Mania baute als Leiter der Forschungsgruppe die Außenstelle und eine interdisziplinäre Arbeitsgemeinschaft mit zahlreichen Spezialisten auf, die er bis zu seinem Ausscheiden 2000 leitete. 
Die Ausgrabungen ließen ein Lebensbild des frühen Menschen entstehen. Die Bedeutung Bilzingslebens liegt in der Einmaligkeit eines vollständig erhaltenen Lagerplatzes mit Spuren aller menschlichen Aktivitäten aus der Zeit des Homo erectus und stellt damit einen bedeutenden Beitrag zur Stammesgeschichte des Menschen dar. Dietrich Mania hat in 26-jähriger Forschungsarbeit unter oft schwierigen Bedingungen den Fundplatz Bilzingsleben zu seiner Lebensaufgabe gemacht. Außer dem Projekt Bilzingsleben gibt es noch weitere Ausgrabungen und Untersuchungen wie die Uferrandsiedlung am ehemaligen Ascherslebener See (1962/1969), Markkleeberg (1977–1980), Tagebau Neumark-Nord im Geiseltal (1987–1996), sowie seit 1992 Ausgrabungen im Helmstedter Braunkohlerevier und in archäologischen Ausgrabungsstätten im Tagebau Schöningen.
1986 erhielt er den Nationalpreis der DDR III. Klasse für Wissenschaft und Technik. Er ist Mitglied der Akademie gemeinnütziger Wissenschaften zu Erfurt.

## Schriften (Auswahl)
- Auf den Spuren des Urmenschen. Die Funde von Bilzingsleben. Theiss, Stuttgart 1990, ISBN 3-8062-0832-8
- Die ersten Menschen in Europa. Stuttgart 1998, ISBN 3-8062-1245-7
- Bilzingsleben V. Homo erectus – seine Kultur und Umwelt, zum Lebensbild des Urmenschen. Beier & Beran, Langenweißbach 2004, ISBN 3-930036-99-1 (= Beiträge zur Ur- und Frühgeschichte Mitteleuropas 40).
- mit Ursula Mania: Tausend Jahre wie ein Tag / Thousand years like a day. 2005